# Guangshui

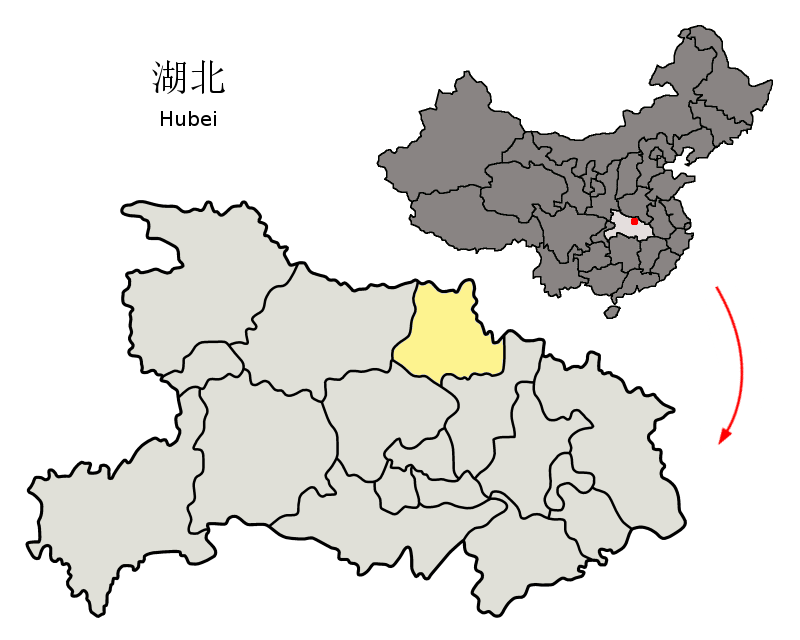
Lage der bezirksfreien Stadt Suizhou (gelb) in Hubei, zu der die kreisfreie Stadt Guangshui gehört

Die Stadt Guangshui (Pinyin: 广水市; Guǎngshuǐ Shì) ist eine kreisfreie Stadt, die zum Verwaltungsgebiet der bezirksfreien Stadt Suizhou (随州) in der chinesischen Provinz Hubei gehört. Sie hat eine Fläche von  2.645 km² und zählt 775.200 Einwohner (Stand: Ende 2019).

## Administrative Gliederung
Auf Gemeindeebene setzt sich die Stadt  aus vier Straßenvierteln und 13 Großgemeinden zusammen. Diese sind:
- Straßenviertel Yingshan 应山街道
- Straßenviertel Guangshui 广水街道
- Straßenviertel Shili 十里街道
- Straßenviertel Chengjiao 城郊街道

- Großgemeinde Wusheng 平林镇
- Großgemeinde Yangzhai 杨寨镇
- Großgemeinde Chenxiang 陈巷镇
- Großgemeinde Changling 长岭镇
- Großgemeinde Maping 马坪镇
- Großgemeinde Guanmiao 关庙镇
- Großgemeinde Yudian 余店镇
- Großgemeinde Wudian 吴店镇
- Großgemeinde Haodian 郝店镇
- Großgemeinde Caihe 蔡河镇
- Großgemeinde Taiping 太平镇
- Großgemeinde Lidian 李店镇
- Großgemeinde Luodian 骆店镇